# Ривьер (Шаранта)
Ривье́р (фр. Rivières) — коммуна во Франции, находится в регионе Пуату — Шаранта. Департамент — Шаранта. Входит в состав кантона Ла-Рошфуко. Округ коммуны — Ангулем.
Код INSEE коммуны — 16280.
Коммуна расположена приблизительно в 380 км к юго-западу от Парижа, в 95 км южнее Пуатье, в 20 км к северо-востоку от Ангулема.

## Население
Население коммуны на 2008 год составляло 1865 человек.
| 1962 | 1968 | 1975 | 1982 | 1990 | 1999 | 2008 |
| ---- | ---- | ---- | ---- | ---- | ---- | ---- |
| 1050 | 1106 | 1212 | 1484 | 1587 | 1737 | 1865 |

## Администрация
| Период | Период | Фамилия      | Партия | Примечания |
| ------ | ------ | ------------ | ------ | ---------- |
| 2001   | 2008   | Николь Пупон |        |            |
| 2008   |        | Мишель Кюни  |        | пенсионер  |

## Экономика
В 2007 году среди 1034 человек в трудоспособном возрасте (15—64 лет) 721 были экономически активными, 313 — неактивными (показатель активности — 69,7 %, в 1999 году было 68,8 %). Из 721 активных работали 657 человек (356 мужчин и 301 женщина), безработных было 64 (28 мужчин и 36 женщин). Среди 313 неактивных 53 человека были учениками или студентами, 172 — пенсионерами, 88 были неактивными по другим причинам.

## Достопримечательности
- Приходская церковь Сен-Сибар (XII век). Исторический памятник с 1948 года[3]
- Дом Рибероль (XV век). Исторический памятник с 2010 года[4]

## Фотогалерея

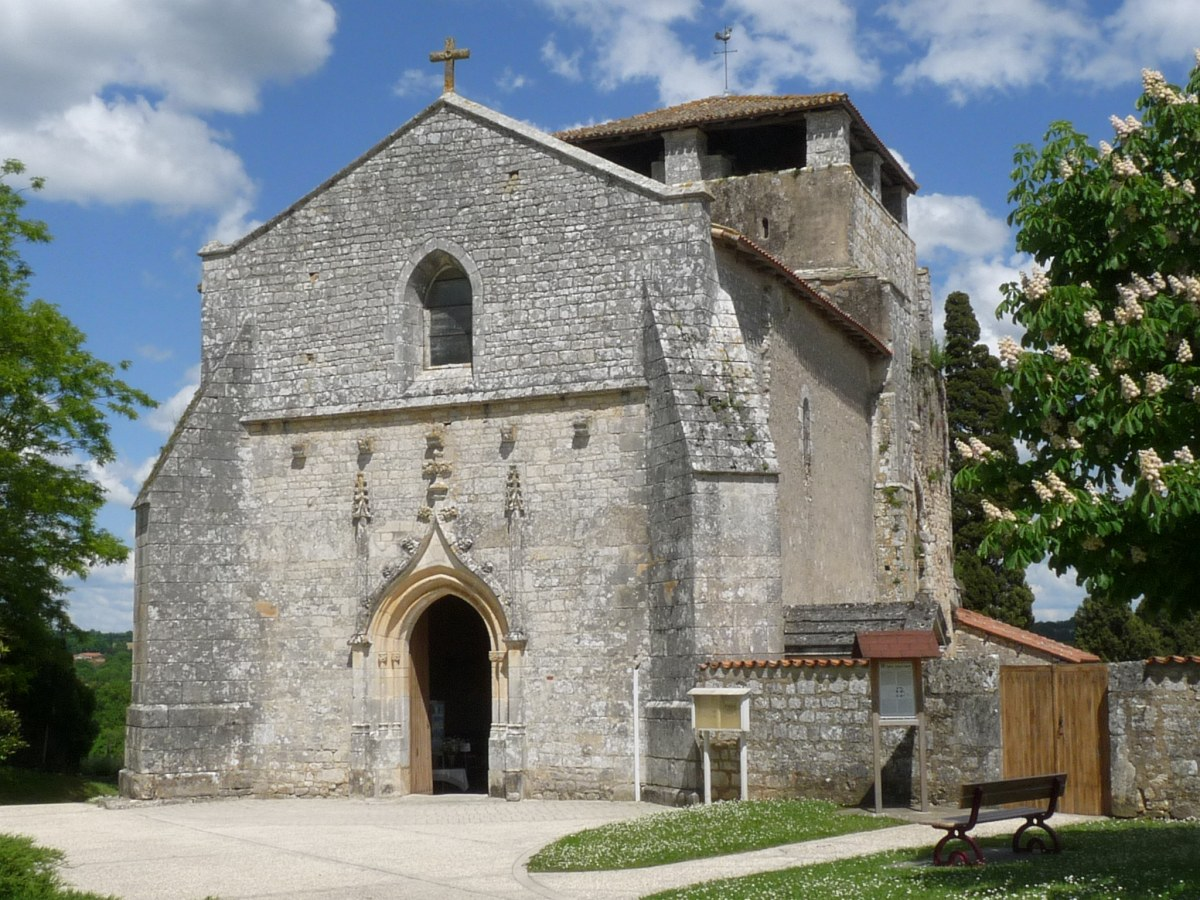
Церковь Сен-Сибар
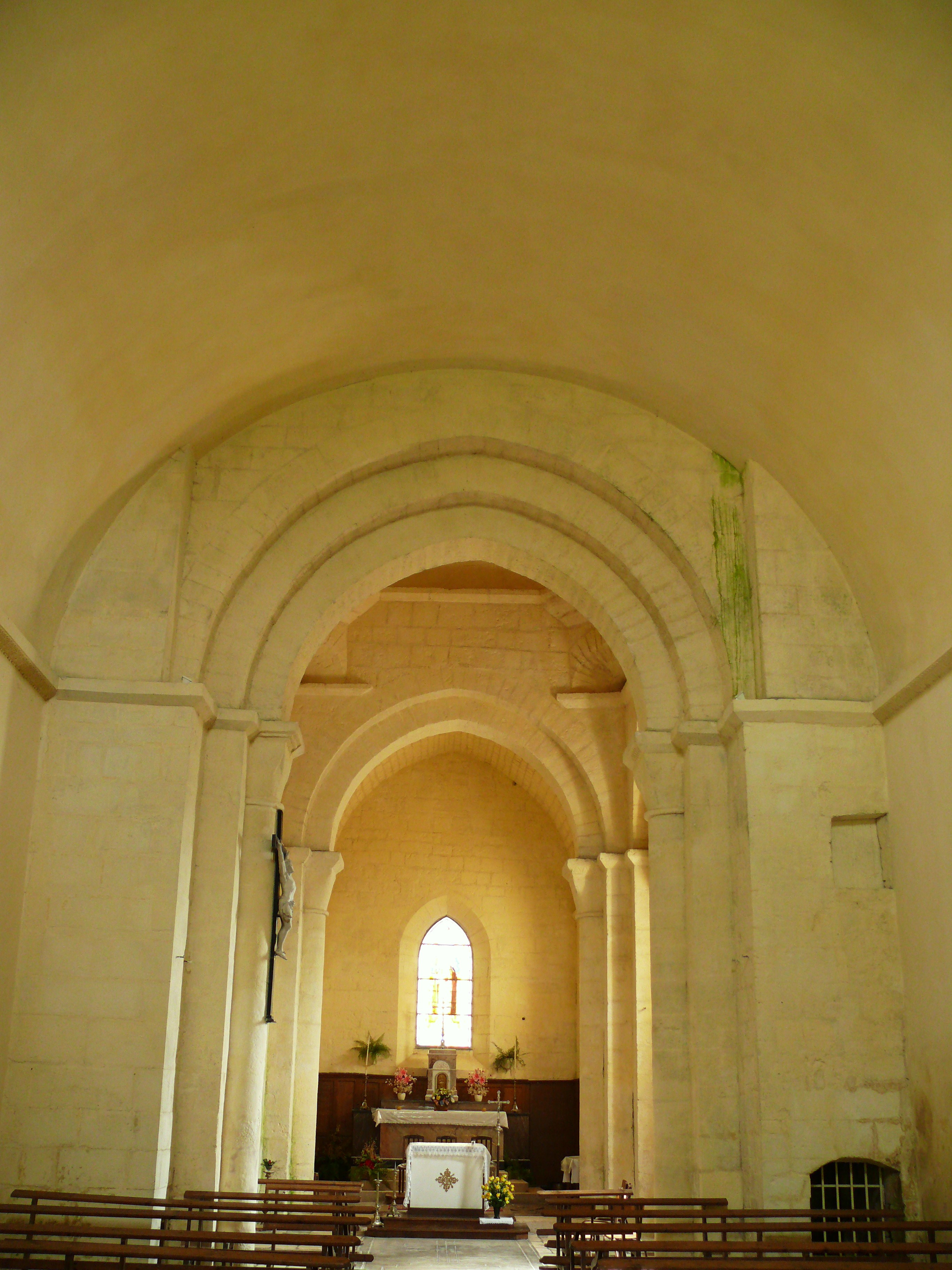
Интерьер церкви Сен-Сибар
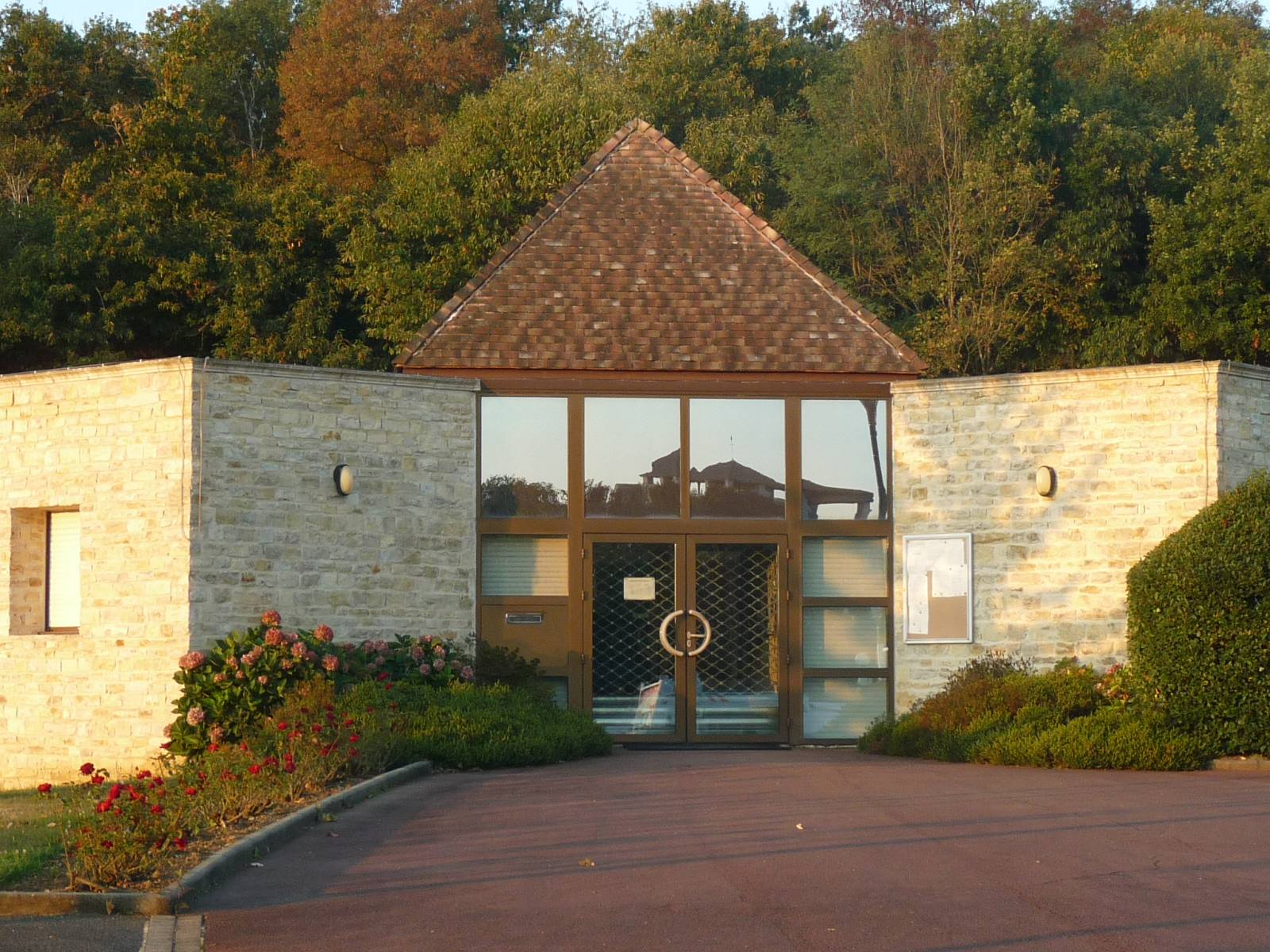
Мэрия
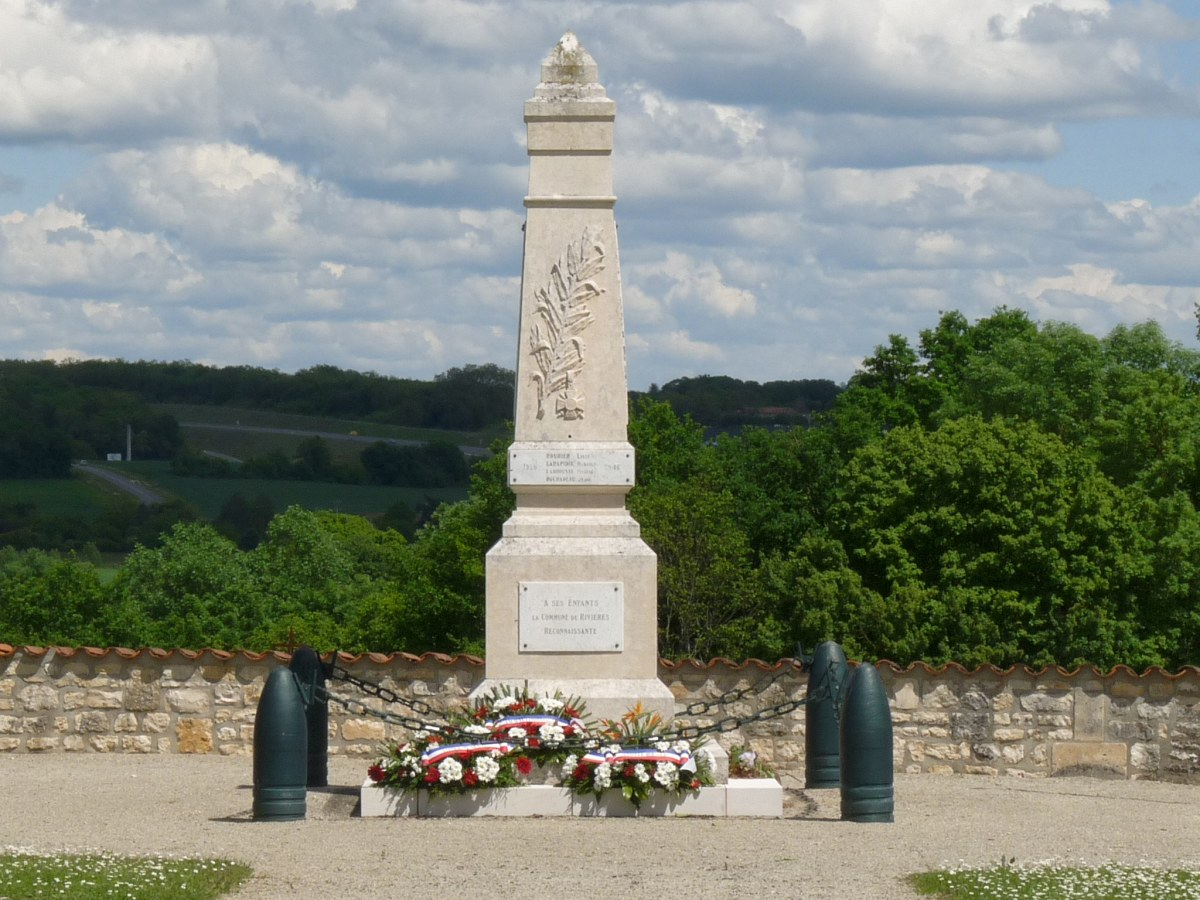
Военный мемориал